# Charles W. Fries
Charles William Fries, Chuck Fries (ur. 30 września 1928 w Cincinnati w Ohio, zm. 22 kwietnia 2021 w Los Angeles) – amerykański producent filmowy i telewizyjny. Został uhonorowany gwiazdą na Hollywoodzkiej Alei Gwiazd. Otrzymał przydomek „ojca chrzestnego filmu telewizyjnego”.

## Życiorys
Urodził się i dorastał w Cincinnati w Ohio. Podczas nauki w Elder High School w Cincinnati, pracował w firmie produkcyjnej swojego ojca, Charles Fries Produce. W 1946 ukończył szkołę średnią i kontynuował naukę na Uniwersytecie Stanu Ohio, gdzie został członkiem bractwa Sigma Alpha Epsilon. Po ukończeniu studiów w 1950, Fries kontynuował pracę w firmie produkcyjnej swojego ojca. W 1952 jego wujek Joe Moore, który pracował w Ziv Television Programs, Inc., zaoferował Friesowi możliwość przeprowadzki do Kalifornii i podjęcia pracy dla firmy.
W latach 1952–1960 pracował dla Ziv Television w California Studios, znanym obecnie jako Raleigh Studios w Hollywood w Kalifornii, gdzie powstały takie seriale jak The Cisco Kid (1950–1956) z Duncanem Renaldo w roli tytułowej, Highway Patrol (1955–1959) i Sea Hunt (1958–1961) z Lloydem Bridgesem jako byłym nurkiem Marynarki Wojennej. W 1960 został wiceprezesem odpowiedzialnym za produkcję w Screen Gems, oddziale telewizyjnym Columbia Pictures. Był zaangażowany w produkcję takich seriali, jak Father Knows Best (1960), Naked City (1960–1963) z Paulem Burke, Route 66 (1960–1964) z George’em Maharisem, Ożeniłem się z czarownicą (Bewitched, 1964–1972) z Elizabeth Montgomery i I Dream of Jeannie (1965–1970) z Barbarą Eden, z którą przyjaźnił się przez całe swoje życie. W 1968 został wiceprezesem odpowiedzialnym za produkcję filmów pełnometrażowych dla Columbia Pictures, gdzie pracował przy filmach takich jak Lawrence z Arabii (Lawrence of Arabia, 1962), Oto jest głowa zdrajcy (A Man for All Seasons, 1966), Zabawna dziewczyna (Funny Girl, 1968), Oliver! (1968), Swobodny jeździec (Easy Rider, 1969), Obrona zamku (Castle Keep, 1969), Pięć łatwych utworów (Five Easy Pieces, 1970) i Ostatni seans filmowy (The Last Picture Show, 1971). Pracował też jako producent dla Jacques Cousteau’s Underwater, Metromedia Producers Corporation, JaneGoodall, Metromedia Producers Corporation, National Geographic Specials i Metromedia Producers Corporation.
W 1974 stworzył własną firmę producencką Fries Entertainment, w której pracował przy wielu niezależnych produkcjach telewizyjnych, w tym The Amazing Spider-Man (1977–1979) z Nicholasem Hammondem w roli Petera Parkera / Spider-Mana, Kroniki marsjańskie (The Martian Chronicles, 1980) z udziałem Rocka Hudsona, Pogłoska o wojnie (A Rumor of War, 1980) z Bradem Davisem, Małe ofiary (Small Sacrifices, 1989) z Farrah Fawcett i Ryanem O’Nealem, Leona Helmsley: The Queen of Mean (1990) z Suzanne Pleshette czy Płatki na wietrze (Petals on the Wind, 2014) z Heather Graham.
W latach 1952–1985 był żonaty z Carol, z którą miał siedmioro dzieci: czterech synów – Charlesa Michaela (ur. 1952), Thomasa (ur. 1953, zm. 2001), Jonathana „Jona” (ur. 1968) i Christophera „Chrisa” oraz trzy córki – Alice (ur. 1964), Suzanne i Diane. W 1988 poślubił Avę.
Zmarł 22 kwietnia 2021 w wieku 92 lat w Los Angeles.

## Filmografia

### Filmy
- 1972: Wielka amerykańska tragedia (Great American Tragedy, TV)
- 1973: Wiadomość dla mojej córki (Message to My Daughter, TV)
- 1977: Bliscy nieznajomi (Intimate Strangers, TV)
- 1987: Walka o życie (Fight for Life, TV)
- 1989: Drużyna z Beverly Hills (Troop Beverly Hills)
- 1990: Strażnik pokoju (Peacemaker)
- 1995: Tajemnica Syriusza (Screamers)
- 2009: Tajemnica Syriusza: Polowanie (Screamers: The Hunting)
- 2014: Kwiaty na poddaszu (Flowers in the Attic)

### Seriale
- 1971: Primus
- 1972: The Super
- 1974: Firehouse
- 1977–1979: The Amazing Spider-Man